# 이규형 (배우)
이규형(1983년 11월 29일~)은 대한민국의 배우이다.

## 학력
- 서울가원초등학교 (졸업)
- 가원중학교[1] (졸업)
- 중동고등학교 (졸업)
- 경희대학교 연극영화과 (중퇴)
- 동국대학교 연극영화과 (학사)

## 연기 활동

### 영화
- 2008년 《크고 작은 시내》 - 용오 역
- 2009년 《김씨 표류기》 - 119 대원 역
- 2013년 《관상》 - 새로운 내관 역
- 2013년 《고양이 소녀》 - 민혁 역
- 2014년 《우는남자》 - 벤츄라홀딩스 팀원5 역
- 2014년 《마녀》 - 재욱 역
- 2014년 《나의 독재자》 - 이철주 역
- 2015년 《사랑에도 저작권이 있나요?》
- 2015년 《열정같은소리하고있네》 - 영화 역
- 2016년 《봉이 김선달》 - 담파고 초소 경비대장 역
- 2019년 《증인》 - 이희중 검사 역
- 2019년 《로망》 - 교통경찰 역
- 2019년 《배심원들》 - 회생위원 역 (특별출연)
- 2019년 《스텔라》 - 동식 역
- 2020년 《디바》 - 김현민 코치 역
- 2021년 《해피 뉴 이어》 - 역술가 역 (특별출연)
- 2022년 《스텔라》 - 동식 역
- 2022년 《서울대작전》 - 복남 역
- 2023년 《삼식이 삼촌》 - 강성민 역
- 2023년 《노량: 죽음의 바다》 -  아리마 하루노부 역
- 2024년 《핸섬가이즈》 -  남 순경 역

### 텔레비전
- 2015년 KBS2 수목드라마 《착하지 않은 여자들》 - 마리의 선배 역
- 2016년 tvN 금토드라마 《쓸쓸하고 찬란하神 - 도깨비》 - 박석훈 역
- 2016년 KBS2 월화드라마 《화랑》 - 도고 역
- 2017년 tvN 토일드라마 《비밀의 숲》 - 윤세원 과장 역
- 2017년 tvN 수목드라마 《슬기로운 감빵생활》 - 재벌 2세 / 유한양(해롱이) 역
- 2018년 JTBC 월화드라마 《라이프》 - 예선우 역
- 2019년 SBS 금토드라마 《의사요한》 -  손석기 역
- 2020년 tvN 토일드라마 《하이바이, 마마!》 - 조강화 역
- 2020년 tvN 토일드라마 《비밀의 숲 2》 - 윤세원 과장 역 (특별출연)
- 2020년 tvN 수목드라마 《구미호뎐》 - 사또 역 (특별출연)
- 2021년 tvN 금토드라마 《보이스 4》 - 동방민 / 서커스맨 역
- 2021년 Netflix 《지금 우리 학교는》 - 송재익 (특별출연)
- 2021년 tvN 목요드라마 《슬기로운 의사생활 시즌2》 - 유경진의 오빠 역 (특별출연)
- 2021년 TVING 《마녀식당으로 오세요》 (특별출연)
- 2021년 SBS 《라켓소년단》 - 박정환 역 (특별출연)
- 2021년 tvN 《해피니스》 - 이승영 역 (특별출연)
- 2022년 Netflix 《지금 우리 학교는》 - 송재익 역 (형사)
- 2022년 Disney+ Hotstar 《변론을 시작하겠습니다》 - 좌시백 역 (변호사)
- 2022년 Disney+ Hotstar 《카지노》 - 젊은 차무식 역
- 2024년 Disney+ Hotstar 《삼식이 삼촌》 - 강성민 역
- 2025년 KBS2 수목드라마 《킥킥킥킥》 - 조영식 역
- TBA tvN 《보이스 5》 - 동방민 / 서커스맨 역

### 뮤지컬
- 2003년 《뮤지컬 콘서트》
- 2004년 《굿모닝 주니》 ... 로미 역
- 2007년 《두근두근》 ... 한 없이 외로운 남자 역
- 2008년 《두근두근》 ... 한 없이 외로운 남자 역
- 2010년 《빨래》 ... 솔롱고 역
- 2010년 《싱글즈》 ... 임정준 역
- 2011년 《오디션》 ... 박병태 역
- 2012년 《오 당신이 잠든 사이》 ... 최병호 역
- 2012년 《빨래》 ... 솔롱고 역
- 2013년 《글루미데이》 ... 사내 역
- 2013년 《젊음의 행진》 ... 왕경태 역
- 2013년 《트라이앵글》 ... 도연 역
- 2013년 《빨래》 ... 솔롱고 역
- 2013년 《자리주쇼 (SHOW)》
- 2014년 《뮤지컬 토크 콘서트 집들이 - 물드는 배우들》
- 2014년 《비스티보이즈》 ... 이재현 역
- 2014년 《마이 버킷 리스트》 ... 강구 역
- 2014년 《빨래》 ... 솔롱고 역
- 2015년 《아보카토》 ... 유재민 역
- 2015년 《여신님이 보고 계셔》 ... 신석구 역
- 2015년 《사의찬미》 ... 사내 역
- 2015년 《위대한 캣츠비 RE:BOOT》 ... 하운두 역
- 2016년 《은밀하게 위대하게》 ... 원류환 역
- 2016년 《비스티》 ... 이승우 역
- 2016년 《팬레터》 ... 김해진 역
- 2017년 《사의찬미》 ... 사내 역
- 2018년 《팬레터》 ... 김해진 역
- 2018년  《젠틀맨스 가이드 : 사랑과 살인편》 ... 다이스퀴스 역
- 2019년  《시라노》 ... 시라노 역
- 2019년  《헤드윅》 ... 헤드윅 역.
- 2019년 《팬레터》 ... 김해진 역
- 2020년  《젠틀맨스 가이드 : 사랑과 살인편》 ... 다이스퀴스 역
- 2021년  《헤드윅》 ... 헤드윅 역.
- 2021년  《젠틀맨스 가이드 : 사랑과 살인편》 ... 다이스퀴스 역
- 2022년  《팬레터》... 김해진 역
- 2022년  《사랑의 불시착》... 리정혁 역

### 연극
- 2008년 《햄릿》
- 2011년 《극적인 하룻밤》 ... 정훈 역
- 2012년 《나쁜자석》 ... 앨런 역
- 2013년 《유럽블로그》 ... 석호 역
- 2013년 《나쁜자석》 ... 앨런 역
- 2015년 《두근두근 내 인생》
- 2016년 《날보러와요》 ... 용의자 역
- 2016년 《도둑맞은책》 ... 조영락 역
- 2017년 tvN 《날보러와요》 ... 용의자 역

## 방송
- 2018년 tvN 《인생술집》 - 게스트
- 2019년 tvN 《놀라운 토요일》 - 게스트
- 2019년 MBC 《놀면 뭐하니?》 - 게스트
- 2020년,2021년 MBC 《나 혼자 산다》 - 게스트
- 2021년 MBC 《전지적 참견 시점》 - 게스트
- 2022년 SBS 《찐친 이상 출발 딱 한 번 간다면》- 게스트
- 2023년 KBS2 《옥탑방의 문제아들》 - 게스트
- 2023년 tvN 《장사천재 백사장2》 - 고정출연
- 2024년 SBS 《미운 우리 새끼》 - 스페셜 MC
- 2024년 M.Net & Youtube & 티빙 《동네스타 K 시즌4》 - 게스트

## 광고
- 롯데칠성 데일리C 레몬 1000C+ (with. 정경호, 박호산)
- 오빠2 모바일 게임 광고 촬영
- SK텔레콤 SEE YOU TOMORROW, 미래기술 편
- 닥터디퍼런트 I’m Different
- 청정원 안주야 혼술선풍기
- 맥도날드 88 서울비프버거

## 수상 및 후보
| 연도 | 시상식                      | 부문                           | 작품                           | 결과 |
| ---- | --------------------------- | ------------------------------ | ------------------------------ | ---- |
| 2018 | 제54회 백상예술대상         | TV부문 남자 신인연기상         | 비밀의 숲                      | 후보 |
| 2019 | 제3회 한국 뮤지컬 어워즈    | 남자 조연상                    | 젠틀맨스 가이드: 사랑과 살인편 | 후보 |
| 2019 | 제14회 숨피 어워즈          | 최우수조연상 남자부문          | 슬기로운 감빵생활              | 후보 |
| 2019 | 제12회 코리아 드라마 어워즈 | 남자 우수연기상                | 의사요한                       | 수상 |
| 2019 | SBS 연기대상                | 미니시리즈부문 남자 우수연기상 | 의사요한                       | 후보 |
| 2024 | 제3회 청룡 시리즈 어워즈    | 남우조연상                     | 삼식이 삼촌                    | 후보 |